# 山本伊三郎
山本 伊三郎（やまもと いさぶろう、1906年1月25日 - 1971年7月8日）は、日本の政治家、参議院議員（3期）。位階は従四位。勲等は勲二等。浪華商業学校、関西大学専門部卒業。

## 生涯
大阪市生まれ。1918年（大正7年）小学校卒業。社会主義理論の原典を知りたいとの思いから大阪キリスト教青年会英語学校入学。
1926年（大正15年）、大阪市役所採用。1947年（昭和22年）、日本社会党入党。1948年（昭和23年）、大阪市職員労働組合委員長。
1956年（昭和31年）、全日本自治団体労働組合中央執行委員長。1959年（昭和34年）、第5回参議院議員通常選挙全国区当選。1965年（昭和40年）、第7回参議院議員通常選挙二選。1967年（昭和42年）、参議院社会労働委員長。1971年（昭和46年）6月、第9回参議院議員通常選挙三選。3回目の当選から間もない7月8日、急性白血病のため死去、65歳。死没日をもって勲二等瑞宝章追贈、従四位に叙される。
日中友好協会理事、大阪労組生協理事長、大阪労金理事、日中・日ソ国交回復国民会議理事を務めた。

## 著書
- 『年金制度の理論と現状』労働法令協会、1964年